# Ivan Petrunkevitj
Ivan Ilitj Petrunkevitj (ukrainska: Петрункевич Іван Ілліч; ryska: Иван Ильич Петрункевич), född 23 december 1843 i Tjernihiv, Ukraina, Kejsardömet Ryssland, död 14 juni 1928 i Prag, var en ukrainsk-rysk politiker.
Petrunkevtj blev 1869 fredsdomare i Tjernihiv och var på 1880-talet en av de ivrigaste arbetarna för höjande av de ryska stadskommunernas självstyrelse. Flera gånger förvisad på administrativ väg, deltog han livligt i frihetsrörelsen på laglig grund och var medlem av den deputation, som den 6 juni 1905 till tsar Nikolaj II av Ryssland överräckte en petition om nödvändigheten av att ofördröjligen inkalla representanter för det ryska folket. Han blev en av ledarna för Kadettpartiet och invaldes som ombud för guvernementet Tver i den första ryska duman, där han den 10 maj (gamla stilen: 27 april) 1906 höll det första ryska parlamentstalet om nödvändigheten av politisk frigörelse.